# Felix Lindtmayer der Jüngere
Felix Lindtmayer der Jüngere, (auch Lindtmeyer) (* um 1524 in Schaffhausen; † 5. Oktober 1574 ebenda), war ein Schweizer Glasmaler, Mitglied im Schaffhauser Stadtgericht und im Grossen Rat.

## Leben
Felix Lindtmayer war der Sohn des gleichnamigen Glasmalers Felix Lindtmayer des Älteren († 1543), dessen Vater Sebastian Lindtmayer aus dem süddeutschen Raum nach Schaffhausen zugezogen war. Er arbeitete als Glasmaler und Glaser in Schaffhausen. 1546 führte er Flachmalerarbeiten im Schloss Laufen durch. Von 1549 bis 1550 beteiligte sich Felix Lindtmayer an der Gestaltung der Wandbilder am Fronwagturm in Schaffhausen. Ab 1557 begleitete er für ein Jahr als Schreiber eine Gruppe von Söldnern auf einem Feldzug durch Frankreich.
Von 1569 bis 1570 war Felix Lindtmayer auf der Festung Hohentwiel tätig. Anschliessend wurde er Abgeordneter im Schaffhauser Stadtgericht, ab 1571 im Grossen Rat. Häufig geriet er in Konflikte mit der Obrigkeit.
Felix Lindtmayer war zwei Mal verheiratet. 1544 ehelichte er Anna Sattler – eine Verbindung, aus der der bekannte Zeichner Daniel Lindtmayer hervorging, die aber keinen guten Verlauf nahm und damit endete, dass Lindtmayers Frau nach einem Gefängnisaufenthalt aus Schaffhausen verbannt wurde und unbekannt verstarb. 1564 heiratete er Anna Schmid.
1574 starb Felix Lindtmayer an den Folgen eines Fenstersturzes. Seine zweite Frau und ihr neuer Mann führten die Werkstatt bis 1586 fort, dann wurde sie aufgelöst. Damit fand das Unternehmen der Glasmalerfamilie Lindtmayer nach vier Generationen sein Ende.
Aus Lindtmayers Werkstatt ging als überragender Künstler der Zukunft Tobias Stimmer (1539–1584) hervor.

## Werk
Dem jüngeren Felix Lindtmayer wird eine Gemeindescheibe von Osterfingen um 1550 zugeschrieben, heute in der Sammlung des Museums zu Allerheiligen. In der gleichen Sammlung befindet sich eine Zeichnung von ihm aus dem Jahre 1573. Von seinen Werken ist ausserdem eine Standesscheibe aus dem Jahre 1549 erhalten (Gemeindehaus Unterstammheim) sowie weitere Scheiben im Musée d’art et d’histoire, Neuenburg.
Auf einer seiner Freundschaftsscheiben porträtierte sich Lindtmayer selbst, wie an seinem Holzbein zu erkennen ist.